# Unieszewo
Unieszewo (dawniej Sząfałd, w gwarze warmińskiej Szófald, niem. Schönfelde, Hermsdorf, Zamensdorf) – wieś w Polsce położona w województwie warmińsko-mazurskim, w powiecie olsztyńskim, w gminie Gietrzwałd. W latach 1975–1998 miejscowość administracyjnie należała do województwa olsztyńskiego.
Unieszewo położone jest na Warmii, około 16 km od Olsztyna, nad Jeziorem Wulpińskim. We wsi znajduje się Ochotnicza Straż Pożarna.

## Komunikacja i transport

### Transport kolejowy
- Miejscowość położona jest na trasie linii kolejowej nr 353: Poznań Wschód – Skandawa
- Unieszewo (przystanek kolejowy)

### Transport lokalny
- PKS Olsztyn, linia: Olsztyn Dworzec Autobusowy – Unieszewo Dworzec Kolejowy
- Przewoźnik prywatny, linia nr 320: Woryty – Unieszewo – Olsztyn

## Historia
Nadanie aktu lokacyjnego wsi nastąpiło w 1347 roku przez biskupa i kapitułę warmińską, w ramach kolonizacji terenów w komornictwie olsztyńskim. Zasadźcami wsi byli Sangeden i Jannestingen, którzy otrzymali 6 włók wolnych oraz urząd sołtysa. W czasie wojny polsko-krzyżackiej, zwanej głodową, wieś została zniszczona. W 1416 r. sołtys Lenman otrzymał odnowiony dokument lokacyjny. W 1688 r. wystawiono kolejny dokument lokacyjny na 60 włók czynszowych, w tym 5,5 wolnych włók sołeckich.
W latach 70. XIX wieku w miejscowości powstała biblioteka polska, zorganizowana przez działające w Poznaniu Towarzystwo Oświaty Ludowej. Była to jedna z dwóch placówek, jakie powstały na Warmii (druga zlokalizowana była w Bartągu).
Podczas plebiscytu z roku 1920 mieszkańcy Unieszewa opowiedzieli się za przynależnością do Niemiec (282 głosy), odrzucając chęć włączenia regionu w granice Polski (161 głosów).
W 1927 roku w znajdującej się w granicach Prus Wschodnich miejscowości założono polskie przedszkole. 4 kwietnia 1929 roku otwarto we wsi polską szkołę, która funkcjonowała do 1939 roku.
Po zamordowaniu przez żołnierzy sowieckich ks. Otto Langkaua 22 stycznia 1945 roku w parafii w Bartągu nie było proboszcza (aż do 8 czerwca 1945 roku). Za wstawiennictwem ks. prałata Jana Hanowskiego parafia otrzymała nowego proboszcza (emerytowany ks. Edward Barkowski), w zamian za przyrzeczenie złożone pułkownikowi Armii Czerwonej – Jurijowi Unieszewowi, że ten przejdzie do historii. Dlatego podolsztyńska wieś Sząfałd zmieniła nazwę na Unieszewo.

### Demografia
| Dane historyczne                  | Dane historyczne | Dane historyczne |
| Rok                               | Ludność          | Zm., %           |
| --------------------------------- | ---------------- | ---------------- |
| 1905                              | 716              | –                |
| 1933                              | 727              | 1,5%             |
| 1939                              | 667              | −8,3%            |
| 2006                              | 906              | 35,8%            |
| 2012                              | 823              | −9,2%            |
| Tab. Zmiany ludnościowe Unieszewa |                  |                  |

## Zabytki
- kapliczka przydrożna z 1818 roku[15]

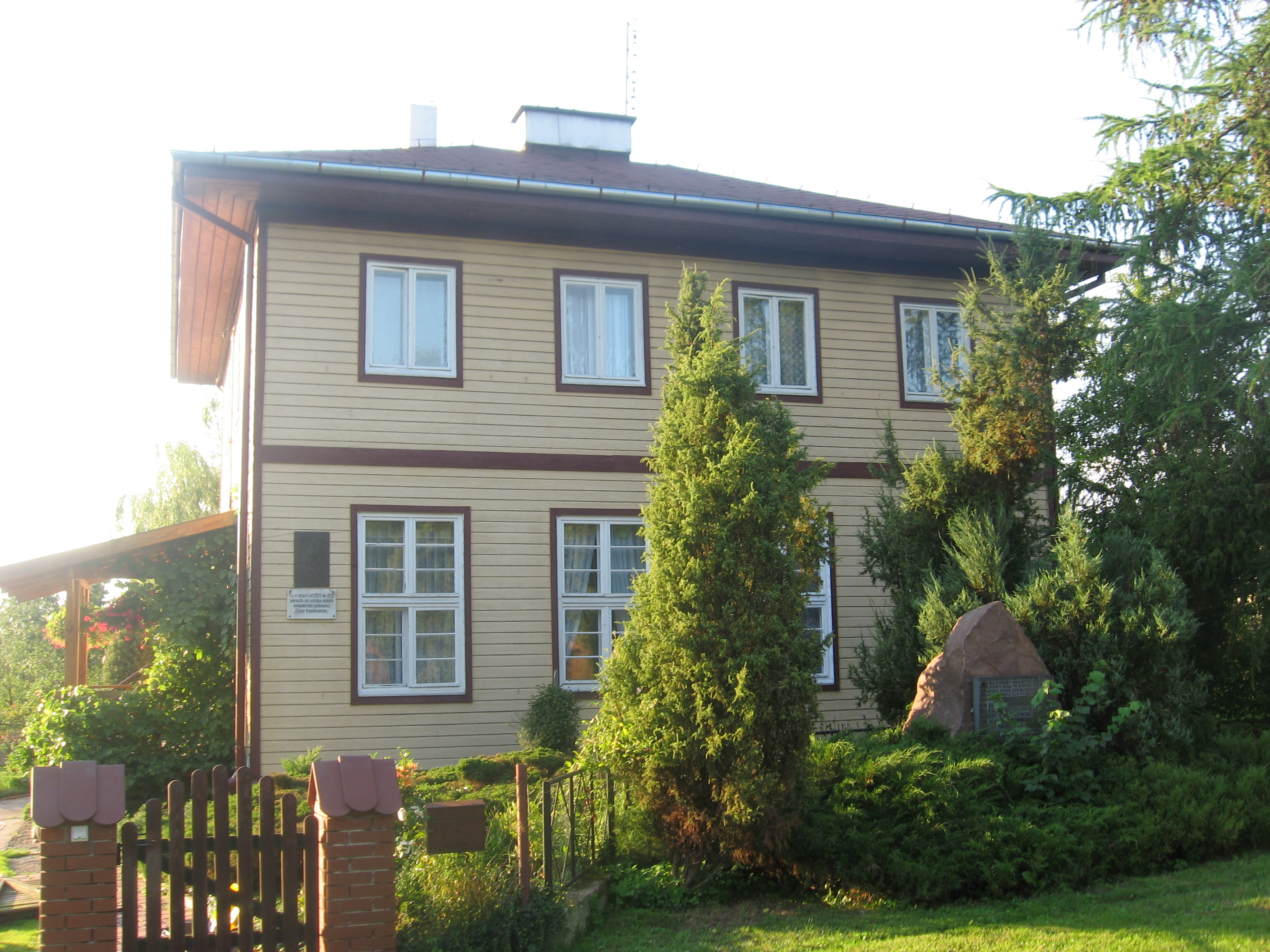
Budynek szkoły polskiej z 1931 roku (stan na 26 sierpnia 2008 roku)

- Budynek szkoły polskiej z 1931 roku[15]
- zespół stacji kolejowej z 2 poł. XIX w.[15]:
  - budynek stacyjny z budynkiem ekspedycji kolejowej, nr 69
  - 3 domy kolejarzy, nr 66; 67; 68
  - 5 budynków gospodarczych
  - d. karczma, ob. dom nr 65
  - szpaler zieleni peronowej
- neoklasycystyczny dworek zbudowany w II połowie XIX wieku[16]
- kapliczki przydrożne z XIX i początku XX wieku[17]

## Atrakcje turystyczne
- Sanktuarium Maryjne w Gietrzwałdzie (7,8 km od Unieszewa)
- pole golfowe „Mazury Golf & Country Club” w Naterkach (5,4 km od Unieszewa)
- skansen maszyn rolniczych w Naterkach
- Arboretum w Kudypach (7,9 km od Unieszewa)

## Sport
- Cegielnie Olsztyńskie Unieszewo – piłka nożna (w sezonie 2009/2010 A-klasa, gr. warm.-maz. III)
- GKS Gietrzwałd Unieszewo – piłka nożna (stan na sezon 2023/2024 – Klasa A, grupa: warmińsko-mazurska III)

## Przemysł
- Cegielnia Wienerberger w Unieszewie (zburzona)

## Urodzeni w Sząfałdzie

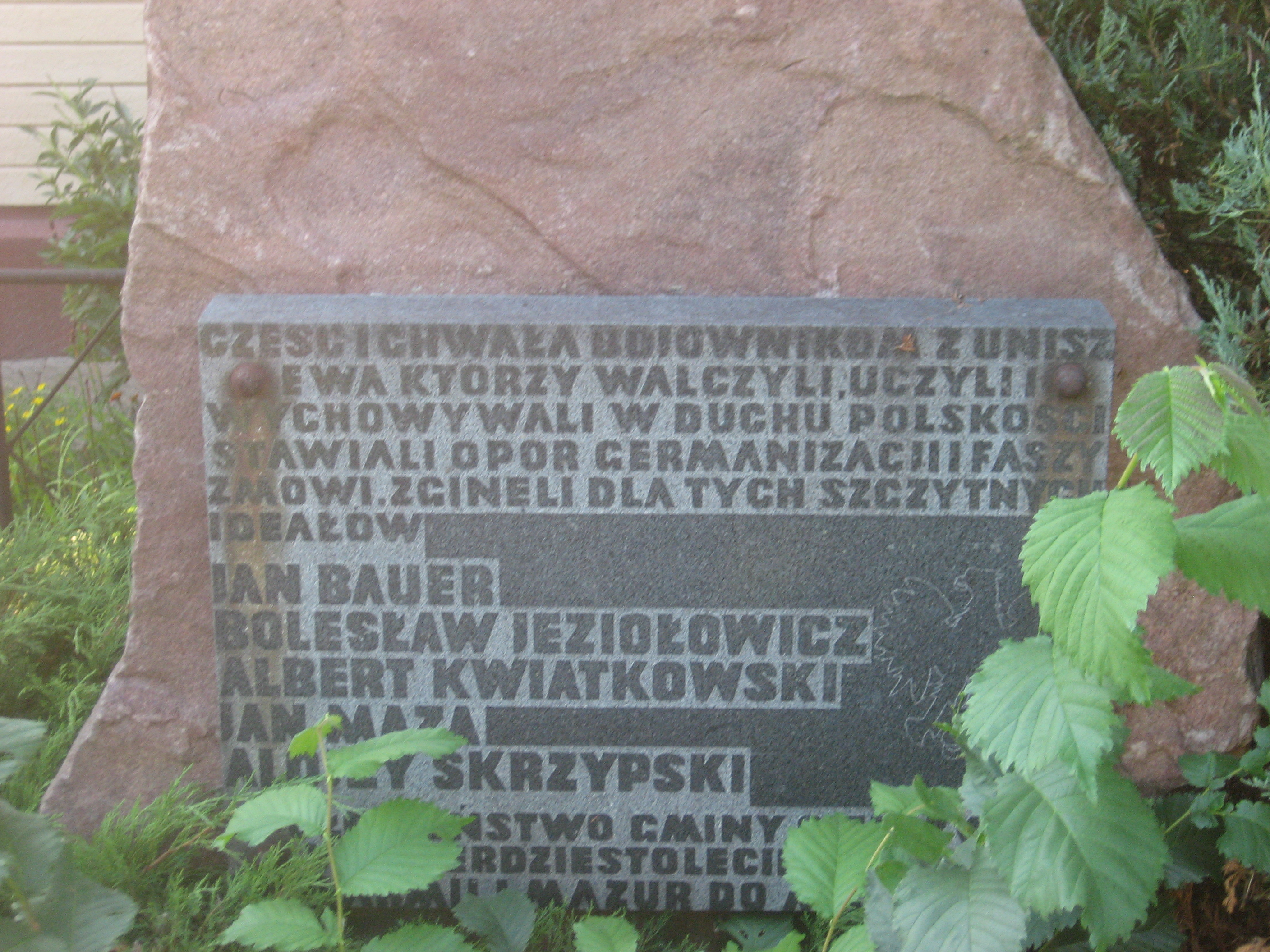
Obelisk upamiętniający przedwojennych polskich nauczycieli z Sząfałdu

- Maciej Karwacki – jezuita, profesor greki, łaciny i języka hebrajskiego[potrzebny przypis][18]
- Ludwik Franciszek Karwacki – zakonnik, profesor szkół m.in. w Braniewie i Nowogródku[potrzebny przypis]
- Tomasz Karwacki – zakonnik, profesor retoryki i teologii moralnej
- bp Edward Herrmann – niemiecki ksiądz katolicki, biskup pomocniczy warmiński, poseł do parlamentu pruskiego, zwolennik używania przez Polaków języka ojczystego w katechizacji i liturgii
- Augustyn Hohmann – ludowy działacz warmiński[19][20]
- ks. Paweł Chmielewski – polski ksiądz katolicki, działacz warmiński
- ks. Wojciech Turowski – pierwszy Polak na stanowisku generała pallotynów
- Augustyn Steffen – polski etnograf, działacz warmiński i żołnierz[21]
- Jan Bauer – polski nauczyciel i działacz społeczny na Pomorzu[22][23]

## Znani mieszkańcy
- Janusz Połom – operator filmowy, fotografik, poeta, w latach 1981–1984 dziekan Wydziału Operatorskiego łódzkiej Szkoły Filmowej[24][25][26]

## Społeczeństwo
Mieszkańcy Unieszewa aktywnie uczestniczą w lokalnych inicjatywach, mających na celu rozwój wsi oraz podniesienie jej atrakcyjności turystycznej. Zrzeszeni są w stowarzyszeniach: U-Babki (stowarzyszenie Unieszewianek) oraz Towarzystwie Unieszewian Bardzo Aktywnych (TUBA). Obecnie trwają prace nad stworzeniem witryny internetowej wsi.